# 三陪 (官場)
三陪是指中國大陸官場中陪吃陪喝陪玩的的现象，被喻为官场潜规则；下级陪同上级检查工作，陪开会，陪汇报工作，陪吃陪喝陪玩，被公民称之为“三陪”。

## 原因
领导喜好大场面、讲究排场是三陪的主要源头。下层为了得到领导欢心满意，保住乌纱帽，是另外一个原因。